# Gare de Tanger-Med
Pour les articles homonymes, voir Med.
La gare de Tanger-Med est la gare terminale de la ligne ferrée reliant le port de Tanger-Med et la ville de Tanger. Elle permet une correspondance directe entre le réseau ferré marocain et les services maritimes en plus d'assurer le transport quotidien des salariés du port.
Au moment de l'inauguration de la gare de Tanger Med l'ONCF avait commencé une desserte par navettes rapides rail de huit trains par jour et tablait sur une réévaluation à seize trains par jour .
L'absence du succès de cette desserte a poussé l'opérateur ONCF à réduire la ligne à deux trains par jour en dehors de l'été ; les nombreux passagers qui transitent par Tanger Med bénéficient d'un bus gratuit de Tanger ville vers le nouveau port sur présentation du billet bateau et les salariés travaillant à Tanger Med sont transportés par des entreprises de collecte d'employés en sous traitance de leurs employeurs.